# Вербуватівська загальноосвітня школа
Вербуватівська загальноосвітня школа І-ІІ ступенів — україномовний навчальний заклад І-ІІ ступенів акредитації у селі Вербуватівка, Юр'ївського району Дніпропетровської області.

## Загальні дані
Вербуватівська загальноосвітня школа І-ІІ ступенів розташована за адресою: вул. Центральна, 57, село Вербуватівка (Юр'ївський район) — 51326, Україна.
Директор закладу — Свінцова Софія Петрівна, вчитель початкових класів, спеціаліст вищої категорії, стаж роботи 20 років. 
Мова викладання — українська.
У школі навчаються 96 учнів. Діють предметні гуртки, танцювальна та вокальна студії. В школі діє історико-краєзнавчий музей, на базі якого проводяться екскурсії, свята, зустрічі, конференції.
Волонтерські загони допомагають ветеранам, пенсіонерам, людям похилого віку. 
Методична робота з педкадрами будується на діагностичній основі. Використовуються як колективні форми роботи (постійно діючі методичні об’єднання, науково – теоретичні та практичні семінари, методичні тижні, конкурси нестандартних уроків та ін.), так і індивідуальні.
Розвитку творчої особистості підпорядковані пошуки педагогами нестандартних підходів у навчанні та вихованні, запровадження проблемно – пошукових методів навчання, доцільне використання годин варіативної частини навчального плану.
Головною метою навчання й виховання в школі є формування високого рівня загальної культури школярів – духовної, естетичної, фізичної, культури спілкування.
Одним з основних завдань школи педагогічний колектив вважає виховання творчої особистості, здатної сприймати дійсність з різних поглядів, готової до самовизначення та самовиховання. Реалізуючи це завдання, колектив значну увагу приділяє створенню згуртованої учнівської громади, утвердженню в її життєдіяльності загальнолюдських цінностей. Добре розвинена система учнівського самоврядування сприяла розвитку організаторських здібностей дітей, становленню їхнього іміджу.

## Історія
Збудована школа в 1908 році з допомогою земства та самих жителів села, це була початкова, спочатку 2-класна, потім 4-класна, що на той час було достатнім рівнем освіти. У 1928 році будівля школи була відремонтована. 
Протягом десятиріч, до  Німецько-радянської війни діти мали змогу навчатися в школі. Війна була важким випробуванням для всієї країни, в тому числі і для нашого села, яке потрапило під фашистську окупацію. Навчання було припинено, а в приміщенні школи фашисти влаштували конюшню. А поряд зі школою, в будинку культури (клубі) розмістили тимчасовий табір для військовополонених. Після закінчення війни зусиллями учнів та їх батьків школу було відбудовано. Першим директором відбудованої школи у 1945 став Суслов Федір Юхимович. У 1946 році школа стає семирічною і у 1947 її очолює офіцер-фронтовик, орденоносець Попугай Іван Якимович. У основній будівлі вчилися учні 1-4 класів, а учні 5-7 класів у хатині (тепер там збудовано новий дитячий садок). Розуміючи важливість здобуття освіти для дітей та дорослих, він організовує заочне навчання в інститутах молодих вчителів, створивши тим самим професіональний і грамотний педагогічний колектив.
Нелегко було вчителям у післявоєнний час. Працювала школа у три зміни: перші дві навчалися учні, а третьою зміною була вечірня школа для дорослих. Саме в ці роки в школі навчались найбільша кількість учнів 344-360.
У директора школи Івана Якимовича,  була мета, до якої він наполегливо йшов – добудова нового корпусу школи. Його зусиллями та з допомогою жителів села на початку 60-х років розпочалось будівництво. У 1965 році директором став Джежела Іван Пилипович, який завершив будівництво.
Невтомний трудівник, він перетворив школу у квітучий сад: парк, пишні розарії, виноградник і фруктовий сад чарівним шатром оточили школу, даруючи красу і врожаї, школа славилась своєю кролефермою.
З 1968 по 1982 рік директором школи була Крива Марія Омелянівна. У школі працювало багато гуртків. Школа постійно здобувала перемоги у районних та обласних змаганнях. Краєзнавцями школи зібрано важливі матеріали з історії школи, села, організовано учнівські наукові фольклорно-етнографічні експедиції.
На наукову основу поставлено фенологічні та гідрометеорологічні спостереження. Краєзнавці стають неодноразовими переможцями обласних, республіканських і Всесоюзних зльотів представників найкращих експедиційних туристсько-краєзнавчих загонів.
45 учнів брали участь в обласних краєзнавчих зльотах, 7 – в республіканських і 3 у Всесоюзних (в Москві і Ленінграді). І після участі у Всесоюзному зльоті командирів найкращих експедиційних загонів, який проходив у 1975 році в Москві, де з доповіддю виступила Андрусенко Надія, - учениця нашої школи, наш гурток було перейменовано в шкільне наукове товариство і нагороджено Дипломом ІІ ступеня.
З 1982 по 1985 рік директор школи Васильченко Марія Петрівна. З 1985 по 1995 – Малай Павло Валентинович. З 1995  по 2010 – Офіцерова Надія Вікторівна. З 2010 – Свінцова Софія Петрівна.